# Matt Hennessy
Matt Hennessy (Nyack, 17 novembre 1997) è un giocatore di football americano statunitense che milita nel ruolo di centro per i San Francisco 49ers della National Football League (NFL).

## Carriera

### Atlanta Falcons
Hennessy al college giocò a football alla Temple University dal 2016 al 2019. Fu scelto nel corso del terzo giro (78º assoluto) del Draft NFL 2020 dagli Atlanta Falcons. Debuttò come professionista subentrando nella gara del primo turno persa contro i Seattle Seahawks per 38-25. La sua stagione da rookie si concluse con 13 presenze, di cui 2 come titolare.

### Philadelphia Eagles
Il 13 marzo 2024 Hennessy firmò un contratto di un anno con i Philadelphia Eagles. Fu svincolato il 27 agosto.

### Ritorno agli Atlanta Falcons
Il 24 settembre 2024, quando il centro titolare Drew Dalman fu inserito in lista infortunati, Hennessy rifirmò con la squadra di allenamento degli Atlanta Falcons. Fu promosso nel roster attivo il 15 ottobre. Il 14 novembre fu svincolato, dopo di che rifirmò con la squadra di allenamento.

### San Francisco 49ers
Il 26 dicembre 2024 Hennessy firmò un contratto biennale con i San Francisco 49ers off the Falcons practice squad.

## Vita privata
Il fratello maggiore di Hennessy, Thomas, gioca nel ruolo di long snapper per i New York Jets.